# (13772) Livius
(13772) Livius (1998 SV163) – planetoida z pasa głównego asteroid okrążająca Słońce w ciągu 5,26 lat w średniej odległości 3,02 j.a. Odkryta 18 września 1998 roku.